# Maciej Grzyb
Maciej Grzyb (ur. 28 października 1996) – polski judoka.
Zawodnik UKS Drako 79 Warszawa (2009-2017). Brązowy medalista mistrzostw Polski seniorów 2014 w kategorii do 60 kg. Ponadto m.in. brązowy medalista pucharu Europy juniorów (Kowno 2013) i mistrz Polski juniorów 2015.